# Philonthus laminatus
Philonthus laminatus es una especie de escarabajo del género Philonthus, familia Staphylinidae. Fue descrita científicamente por Creutzer en 1799.
Se distribuye por Europa. Habita en Rusia (europea), Turquía, Armenia, Azerbaiyán, Georgia, Irán y Turquestán.